# Quinteto em Branco e Preto
O Quinteto em Branco e Preto é um grupo de samba formado em 1997 por jovens instrumentistas, cantores e compositores que se conheceram na noite da cidade de São Paulo, mais precisamente em um bar chamado boca da noite que frequentavam no bairro do Bixiga.
Inicialmente chamado de Quinteto Café com Leite, nome dado pela madrinha Beth Carvalho, integram o grupo os irmãos Yvison (Casca), Everson e Vitor Pessoa de São Mateus, Zona Leste de São Paulo e Magnu Sousá e Maurílio de Oliveira, de Santo Amaro, Zona Sul.
Nos dezoito anos de carreira que teve, o Quinteto já gravou e se apresentou ao lado dos grandes nomes da música de nosso país, como a própria Beth Carvalhoe também; Diogo Nogueira, Guilherme de Brito, Wilson Moreira, Nelson Sargento, Luiz Carlos da Vila, Nei Lopes, Almir Guineto, Noca da Portela, Walter Alfaiate, Ivone Lara, João Nogueira, Elton Medeiros, Maria Rita, Paulo Miklos, Seu Jorge, Celia, Lucinha Lins, Zélia Duncan, Emicida , Fabiana Cozza, Zeca Pagodinho, Paulinho da Viola, Caetano Veloso, Maria Bethânia, Gilberto Gil, Wilson Moreira, Jamelão, Jair Rodrigues, Moacyr Luz, Orquestra Jovem Tom Jobim, Rappin Hood, Banda Mantiqueira, Velha Guarda da Camisa Verde e Branco, Velha Guarda da Nene de Vila Matilde, entre outros.
O Quinteto em Branco e Preto já participou 14 edições do programa "Ensaio", da TV Cultura, seja em apresentações exclusivas do grupo ou acompanhando outros artistas. Os músicos também participam dos projetos "Comunidade Samba de Vela", com o intuito de promover o resgate da cidadania por meio da música, e "Berço do Samba de São Mateus", com o propósito de trazer ao público o melhor do samba de terreiro, partido alto, calango, samba de roda e sincopado
Gravaram o seu primeiro CD em 2000, pela CPC-Umes, chamado "Riqueza do Brasil", com participações de  Almir Guineto, Wilson das Neves, Mauro Diniz e Oswaldinho da Cuíca.
No ano de 2001, o Quinteto participou de um importante projeto musical no Teatro Crowne Plaza de São Paulo, intitulado "Samba em Sampa", que parte do princípio de reunir sambistas da antiga e jovens, do Rio e de São Paulo.
Em 2003 lançaram o segundo álbum, pela mesma gravadora, chamado "Sentimento Popular", do qual participaram como convidados Beth Carvalho, Xangô da Mangueira, Nei Lopes e Laércio de Freitas. Composições dos integrantes do Quinteto podem ser encontradas também em discos de Beth Carvalho e Alcione.
No ano de 2004 o Quinteto em Branco e Preto por meio de voto popular, foi um dos artistas premiados no Troféu Raça Negra - como Melhor Grupo Musical.
Já em 2006, o grupo participou do show Beth Carvalho 40 anos de carreira ao vivo no Municipal, onde Beth gravou o DVD e CDs com apresentação no teatro carioca, que reuniu grandes intérpretes do gênero como Zeca Pagodinho, Dudu Nobre, Almir Guineto, Nelson Sargento, Monarco, Ary do Cavaco, Dona Ivone Lara, Sombrinha, Quinteto em Branco e Preto.
Em 2008, lançaram o CD "Patrimônio da Humanidade" e produziram 46° álbum de carreira do cantor Jair Rodrigues. 2011, foi o ano em que o grupo juntou-se ao músico Paulo Miklos (Titãs) para comemorar o centenário de Noel Rosa no projeto "A Alma Roqueira de Noel Rosa", que virou um documentário e foi exibido na 35ª Mostra Internacional de Cinema.
Já em 2012 - o CD "Quinteto" que contou com as participações especiais de Dona Ivone Lara, Banda Mantiqueira e Edi Rock do grupo Racionais MC's, também ano de 2012 o grupo participou do renomado Festival Montreux Jazz Festival
Os irmãos de Santo Amaro, Magnu e Maurílio, são compositores fundadores da Comunidade Samba da Vela, tradicional roda de samba que ocorre no bairro às segundas-feiras há treze anos.
Já os irmãos de São Mateus, Everson, Yvison e Victor são responsáveis pela criação do Berço de Samba de São Mateus, um grande movimento de samba que busca reverenciar os grandes nomes e os novos sambistas. Em 2008 lançaram seu primeiro álbum pelo Selo Sesc com Produção do Quinteto em Branco e Preto e participação de Beth Carvalho.
Em 2013 o Quinteto foi vencedor do Prêmio da Música Brasileira, na categoria Melhor Grupo de Samba. E no mesmo ano, teve participação no Álbum: O Glorioso Retorno de Quem Nunca Esteve Aqui do rapper Emicida na cação Hino Vira-lata.
Após a extinção do Quinteto em Branco e Preto - o violonista Everson integrou o grupo Demônios da Garoa. Os irmãos Magnu Sousá e Maurílio de Oliveira seguiram carreira conjunta formando a dupla Prettos, lançando em 2016 o album Essência da Origem

## Formação
- Everson Pessoa (violão e voz)
- Magnu Sousá (pandeiro e voz)
- Maurílio de Oliveira (cavaquinho e voz)
- Vitor Pessoa (surdo e voz)
- Yvison Pessoa (percussão e voz)

## Discografia
- Riqueza do Brasil (2000, CPC-Umes)[43]
- Sentimento Popular (2003, CPC-Umes)
- Patrimônio da Humanidade (2008, Trama)[44]
- Quinteto (2012, Sambistica / Radar Record)[45]

## Outros Fatos
No ano de 2002, logo após o lançamento do primeiro Cd Riqueza do Brasil, o Quinteto foi convidado a realizar uma série de três shows na cidade de Santo André. Esses shows tinham a participação de Nelson Sargento no primeiro dia, Elton Medeiros no segundo, Dona Ivone Lara e Paulinho da Viola no terceiro dia.

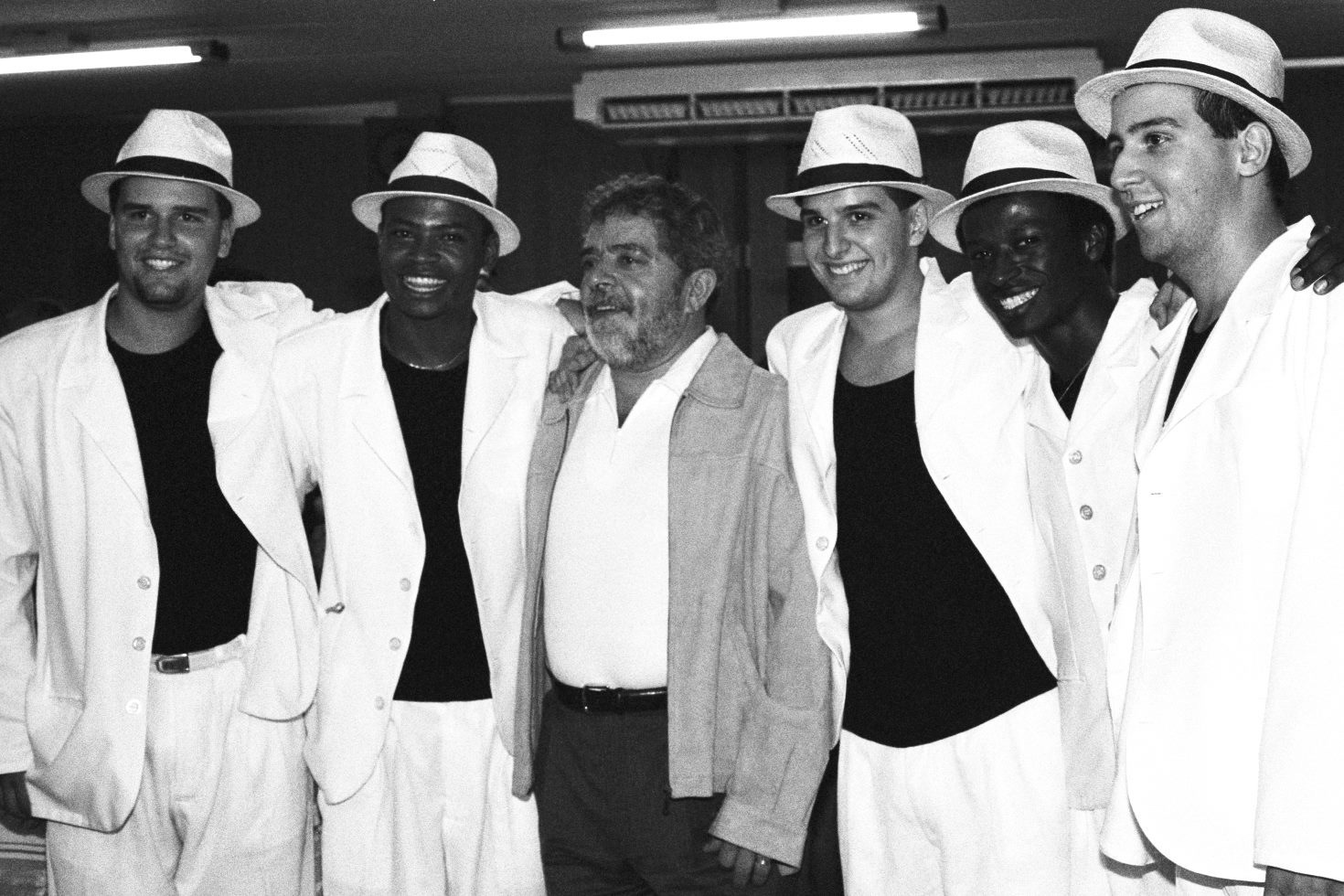

Aconteceu que o Ex-Presidente Luiz Inácio Lula da Silva, ainda candidato, fez uma visita ao Quinteto no terceiro dia, o que gerou um certo questionamento por parte da imprensa, afinal o Quinteto cantou um samba intitulado “Fetiche Real” (Magnu Sousá / Maurilio de Oliveira / Everson Pessoa / Edvaldo Galdino), que fazia um trocadilho com o nome do atual presidente Fernando Henrique Cardoso. E pelo fato do grupo ter cantado o samba apenas no terceiro dia em que Lula fez a visita, a imprensa divulgou em nota que Lula era saudado com samba contra FHC.
| “ | Tudo pra ele é Real / Para o povo é só fetiche / Não há País de Fernando / Que Cardoso não enrique… | ” |

Na ocasião, neste mesmo período, o Quinteto havia recebido convite para participar da Festa Del Fogo em Havana, cuja viagem seria custeada pelo governo do estado de São Paulo, na época governado pelo mesmo partido de FHC, que ao tomar conhecimento da matéria cancelou o custeio, impedindo o Quinteto de ir a Cuba, alegando que o grupo estava falando mal do atual Presidente.